# Giovanni da Pian del Carpine
Giovanni dal Piano dei Carpini, sau Plano Cerpini, în franceză Jean de Plan Carpin, născut prin 1182 la Pian del Carpine, provincia Perugia, în Umbria (Italia) și decedat la 1 august 1252, la Antivari (azi Bar), în Dalmația, a fost un călugăr franciscan italian din secolul al XIII-lea. A fost trimis ca reprezentant al bisericii în țările Europei de Nord, în Africa, iar mai târziu a fost trimis legat al papei Inocențiu al IV-lea în Mongolia (1245-1247), apoi episcop de Antivari. A fost unul din primii europeni care a lăsat o povestire a unei călătorii în Asia Centrală.

## Contextul geopolitic la mijlocul secolului al XIII-lea
Mongolii lui Ögödei, fiul lui Genghis Han, au pus stăpânire pe Moscova în 1238, apoi pe Kiev, în 1240. Au invadat Polonia și Ungaria, au amenințat Viena, au ocupat Zagrebul, nu departe de Adriatica. Vestea morții lui Ögödei în 1241 a provocat retragerea căpeteniilor mongole care s-au dus să-și rezolvele problemele de succesiune în inima Asiei Centrale. Întregul Occident tremurase, totuși posibilitățile de înțelegere păreau mai mari cu popoarele stepelor decât cu lumea islamică care rămânea dușmanul principal după secolul al XI-lea. Hoardele mongole nu erau integrate în lumea islamică și se știa că în rândul lor se numărau creștini nestorieni. După ruptura cu restul creștinătății, Biserica Nestoriană își găsise refugiul în Persia, și de acolo a radiat până în Tibet și în China.

## Biografie
Giovanni da Pian del Carpine, originar din Magione, din provincia Perugia, a făcut parte dintre primii discipoli ai sfântului Francisc de Assisi (1181-1226). În 1221 fericitul Cesario di Spira, însărcinat de către sfântul Francisc să dezvolte Ordinul Franciscan în Germania, l-a ales ca asistent. A fost însărcinat de Saxonia în 1223, apoi ministru provincial al Germaniei în 1228. A fost ministru provincial în Spania (1230), apoi din nou în Saxa (1232). A obținut o reputație de diplomat în timpul misiunilor duse în Saxonia, în Polonia și în Ungaria.
În 1245, în vârstă de circa 60 de ani, a fost trimis în ambasadă la Marele Han al tătarilor / al mongolilor.
La revenirea sa din călătorie (1247), a fost numit arhiepiscop de Antivari, în Dalmația (1248), unde a murit în mănăstirea sa, în 1252.

## Călătoria lui Giovanni da Pian del Carpine în Asia
Înainte de Conciliul de la Lyon din 1245, papa Inocențiu al IV-lea a decis să ia contact cu Ögödei, Mare Han al tătarilor pentru a-l îndupleca să renunțe să atace creștinătatea și alte popoare.
În acest scop el a redactat două scrisori: bulele Dei patris inmensa, o expunere a credinței catolice pentru poporul tătarilor, datat la 5 martie, și Cum non solum, un protest contra atacurilor mongolilor contra creștinilor și o propunere de pace, datată la 13 martie, și a trimis patru ambasade la Ögödei, două încredințate franciscanilor, iar două dominicanilor.
Franciscanul Giovanni da Pian del Carpine, în vârstă de 63 de ani, a fost trimis în misiune pe ruta de nord care trecea prin Rusia. Era purtător al celor două scrisori și al enciclicei Cum simus super datată la 25 martie, care invita bisericile creștine orientale să se unească cu Biserica Romei.

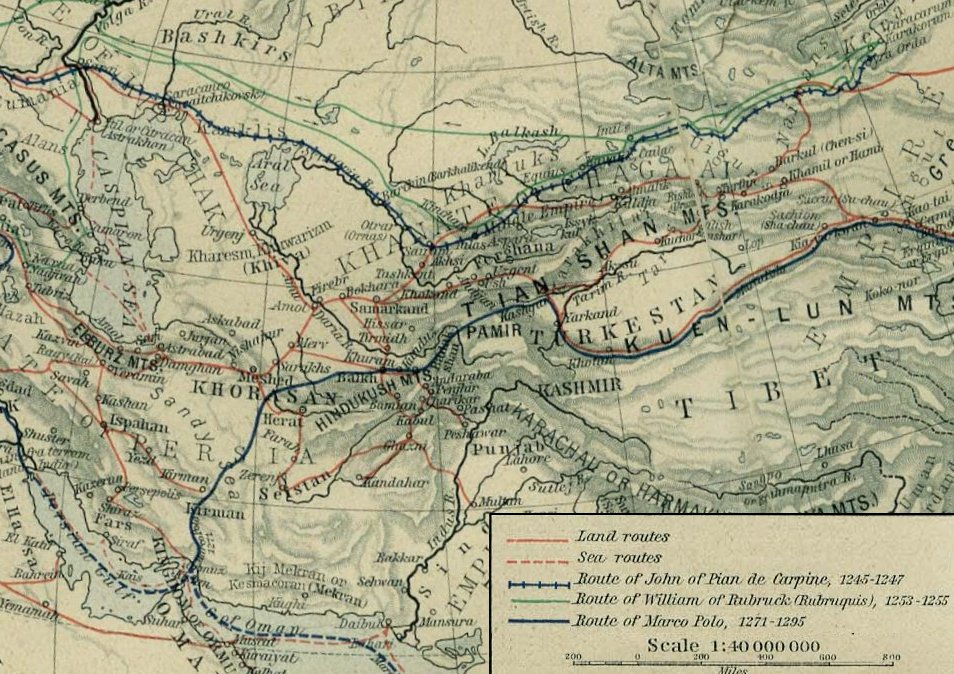
Ruta lui Giovanni da Pian del Carpine în Asia Centrală.

La 16 aprilie 1245, Giovanni de Pian del Carpine a părăsit Lyonul, însoțit de Ștefan de Boemia, cu destinația Kiev. La Breslau, Benedict de Polonia s-a alăturat misiunii pentru a servi de interpret. Ei au părăsit Kievul la 3 februarie 1246 și l-au întâlnit pe Batu, primul han al Hoardei de Aur, la 4 aprilie, la Sarai, pe Volga de Jos. Apoi au ajuns în inima Imperiului Mongol la 22 iulie 1246. Pian del Carpine a evocat orașul Karakorum, fondat de Ögödei, dar a nu pătruns în el, spre deosebire de Willem van Rubroeck, zece ai mai târziu. 
Giovanni da Pian del Carpine a fost prezent la adunarea, quriltay / kurultai  /  kuraltai, care l-a desemnat pe Güyük drept noul Mare Han. Giovanni i-a remis acestuia scrisorile din partea Papei, în care acesta le cerea mongolilor să nu mai atace Occidentul și îi propunea lui Güyük să se convertească la Creștinism, însă Marele Han a refuzat. În răspunsul său adresat Papei, Güyük le-a cerut suveranilor creștini să i se supună și i-a invitat să vină să aducă omagii puterii mongole.
Câteva luni mai târziu, legația a revenit din această periculoasă călătorie, pe care nimeni nu o mai făcuse înainte, ajungând la Lyon, la începutul anului 1247.

## Istoria mongolilor numiți de noi tătari
Deși misiunea lui Giovanni da Pian del Carpine nu a reușit să-i convingă pe mongoli să oprească înaintarea în Europa, ea a rămas în Istorie ca primă ambasadă occidentală care a atins inima țării mongole. Povestirea pe care a adus-o Pian del Carpine, Historia Mongolorum quos nos Tartaros appellamus este una din cele trei mărturii, cele mai cunoscute, ale unor călători occidentali din secolul al XIII-lea, în Extremul Orient, împreună cu cea a lui Willem van Rubroeck și aceea a lui Marco Polo.
Textul lui Pian del Carpine este prima descriere a lumii mongole, raportat cu detalii și precizie, în scopul bine definit de a avertiza Europa contra pericolului hoardelor. Fratele Giovanni a redactat o primă versiune, în timpul reîntoarcerii sale, pe care o citea în fiecare etapă pentru edificarea gazdelor sale. Odată reîntors, iar raportul făcut Papei, Giovanni a redactat în latină o a doua versiune mai structurată: Historia Mongolorum quos nos Tartaros appellamus. 
Povestirea este împărțită în două părți. Prima parte (formată din 8 capitole) reunește cunoștințe despre mongoli: istoria recentă (cuceriri ale lui Genghis Han), obiceiuri, credințe, guvernare, artă militară, toate cu mare precizie și o relativă obiectivitate, în absența simpatiei. Descrierea detaliată a echipamentului, a armelor și a tehnicilor războinice ale mongolilor este urmată de instrucțiuni de utilizare adresate șefilor armatelor europene.De asemenea, el colportează o serie de legende cunoscute încă din Antichitate despre popoare mitice, cum ar fi parosiții fumigatori, oamenii-câine sau unipozii. A doua parte (care cuprinde un singur capitol) este o relatare a călătoriei și a ambasadei. Se înțelege din text că datorită ajutorului acordat de prinții din Europa de Est (din Boemia, Polonia, Galiția), care au suferit invazia mongolilor și care mențineau contacte cu aceștia a putut fi organizată călătoria.
Historia Mongolorum quos nos Tartaros appellamus a fost integrată, câțiva ani mai târziu, în formă prescurtată, în Speculum Historiale, enciclopedia lui Vincent de Beauvais și a avut astfel un anumit succes. Cronicarul franciscan Salimbene de Adam mai spune că l-a cunoscut pe Giovanni da Pian del Carpine lângă Lyon, ceea ce i-a permis să introducă în cronica sa scrisoarea Marelui Han.
Relatarea călătoriilor sale (în anii 1245-1247) a fost publicată, în latină, mai întâi la Haga în 1729, împreună cu cele ale lui Beniamin de Tudela și Rubruquis; iar într-un mod mai complet, după manuscrisele de la Leyda, de către Marie-Armand d'Avezac, Paris, 1838.
Benedict de Polonia, însoțitor al lui Pian del Carpine, și-a dictat amintirile de călătorie unui franciscan anonim. Această povestire a fost editată în latină de către d'Avezac în 1838 apoi de către Van der Wyngaert în 1929. A fost tradus în franceză de către Thomas Tanase în 2014, sub titlul: Călătorie la tătari, conform mărturiei orale a fratelui Benedict de Polonia. O a treia povestire a aceleiași călătorii a fost redactată de către un oarecare C. de Bridia, fără îndoială pornind de la povestirile lui Pian del Carpine și Benedict de Polonia.

## Misiunea din Asia
Europa trăia sub dominația mongolilor sosiți de pe stepele Asiei. Era deci nevoie să se facă pace cu urmașii lui Genghis Han pe care europenii sperau să-i convertească la creștinism. De aceea, au trimis acolo călugării, luptătorii credinței și rugăciunilor, însă fără bani sau alte bunuri materiale. Giovanni era conducătorul unei misiuni sărace formată din trei membri, dar unul dintre călugări a fost nevoit să renunțe.

## Expediția
În mai 1245 papa a binecuvântat călugării și le-a dat o scrisoare în limba latină pe care trebuia să o înmâneze „regelui tătarilor și poporului său” în care le cerea să-i primească cu bunătate și prietenie pe purtătorii scrisorii. Fratele Giovanni avea deja 63 de ani și în ciuda trupului său masiv, mergea pe jos cu ușurință. Era pregătit să înfrunte frigul, foamea, setea și ale greutăți, ca să poată răspândi credința pe tărâmuri îndepărtate ca ”ambasador al marelui Rege” cum singur și-a spus.Giovanni a trecut prin Germania, Cehoslovacia, Polonia și a ajuns la Kiev, a trecut Donul, Volga și munții Ural apoi s-a îndreptat spre masivul Karakorum până când a ajuns în țara mongolilor.

## Meritul lui Giovanni
Giovanni a petrecut patru săptămâni în curtea marelui Khan și a trăit 13 luni printre mongoli. A obținut o mulțime de informații despre conducerea imperiului, despre tot felul de unelte, despre religie, îmbrăcăminte, alimente. În jurnalul său de călătorie dă o descriere detaliată despre acest popor. Meritul lui a fost că a descris toate experiențele la un nivel atât de științific și clar, cum nu o făceau cei dinaintea lui. În afară de acestea a întocmit o hartă precisă a locurilor văzute. Informațiile date de el despre Asia Centrală au dat o imagine clară față de cea deformată pe care o avea Europa despre pământul mongolilor.
Giovanni s-a întors în Italia în 1247, unde a primit misiuni diplomatice. Era un om popular, care avea un mod interesant de a povesti, însă traversarea a trei continente l-a obosit. În 1248 a fost numit arhiepiscop de Antivari / Bar. A murit în august 1252, la Antivari.

### Ediție în latină
- Marie-Armand d'Avezac, Relation des Mongols ou Tartares: première éd. complète, publiée d'après les manuscrits de Leyde, de Paris et de Londres, et précédée d'une notice sur les anciens voyages de Tartarie en général, et sur celui de Jean du Plan de Carpin en particulier, 1838.

### Traduceri în limba franceză

#### Traduceri vechi
- Relation des voyages en Tartarie de Fr. Guillaume de Rubruquis, Fr. Jean du Plan Carpin, Fr. Ascelin, et autres religieux de Saint-François et Saint-Dominique, qui y furent envoyés par le pape Innocent IV et le roi Saint-Louis. Plus un Traité des Tartares, de leur origine, mœurs, religion, conquêtes, empire, chams kans, hordes diverses et changements jusqu'aujourd'hui avec un abrégé de l'histoire des Sarrasins et mahométans, de leur pays, peuples, religion, guerres ; suite de leurs califes, rois, soudans, et de leurs divers empires et États établis par le monde, Paris, 1654. Reeditată în Voyages autour du monde, en Tartarie et en Chine, Paris, 1830.

#### Traduceri recente
- Voyage de Jean du Plan de Carpin, dans Les précurseurs de Marco Polo, traduction et commentaire d'Albert t'Serstevens, édit. Arthaud (1959)
- Jean de Plan Carpin, Histoire des Mongols, traduit et annoté par Dom Jean Becquet et Louis Hambis, Paris, Adrien-Maisonneuve, 1965. Recension
- Jean de Plan Carpin, Histoire des Mongols, traduit et annoté par le P. Clément Schmitt, Paris, Éditions Franciscaines, 1961.
- Jean de Plan Carpin, Histoire des Mongols, Éditions Papillon 2008
- Jean de Plancarpin, Dans l'empire mongol, textes rassemblés, présentés et traduits du latin par Thomas Tanase, éditions Anacharsis, Toulouse, 2014.